# Marcel Moulines
Marcel Moulines, né le 1er décembre 1908 à Montrouge et mort le 18 juillet 2001 à Clichy, est un athlète français, spécialiste des épreuves de sprint.

## Biographie
Marcel Alphonse René Moulines est le fils de Alphonse Frédéric Joseph Moulines, employé au Chemins de fer de l'Ouest, et Marie Angeline Lejolivet.
Il remporte le titre de Champion de France en 1929 sur le 400 mètres, et réitère la performance en 1932. 
Marié avec Léone Martina Dina Aronson à Amsterdam (de 1948 à 1963), il épouse en secondes noces Suzanne Marcelle Mercier en 1964.
Il est mort à Clichy à l'âge de 92 ans.

## Record de France
- 400 mètres
  - 48 s 4 (31 juillet 1929)
  - 48 s 2 (1er septembre 1929, tombé en juillet 1934)
- relais 4 × 400 mètres
  - 3 min 17 s 4  (13 juillet 1930, tombé en septembre 1934), établi avec André Levier, Séra Martin et René Féger